# Luis Manero Miguel

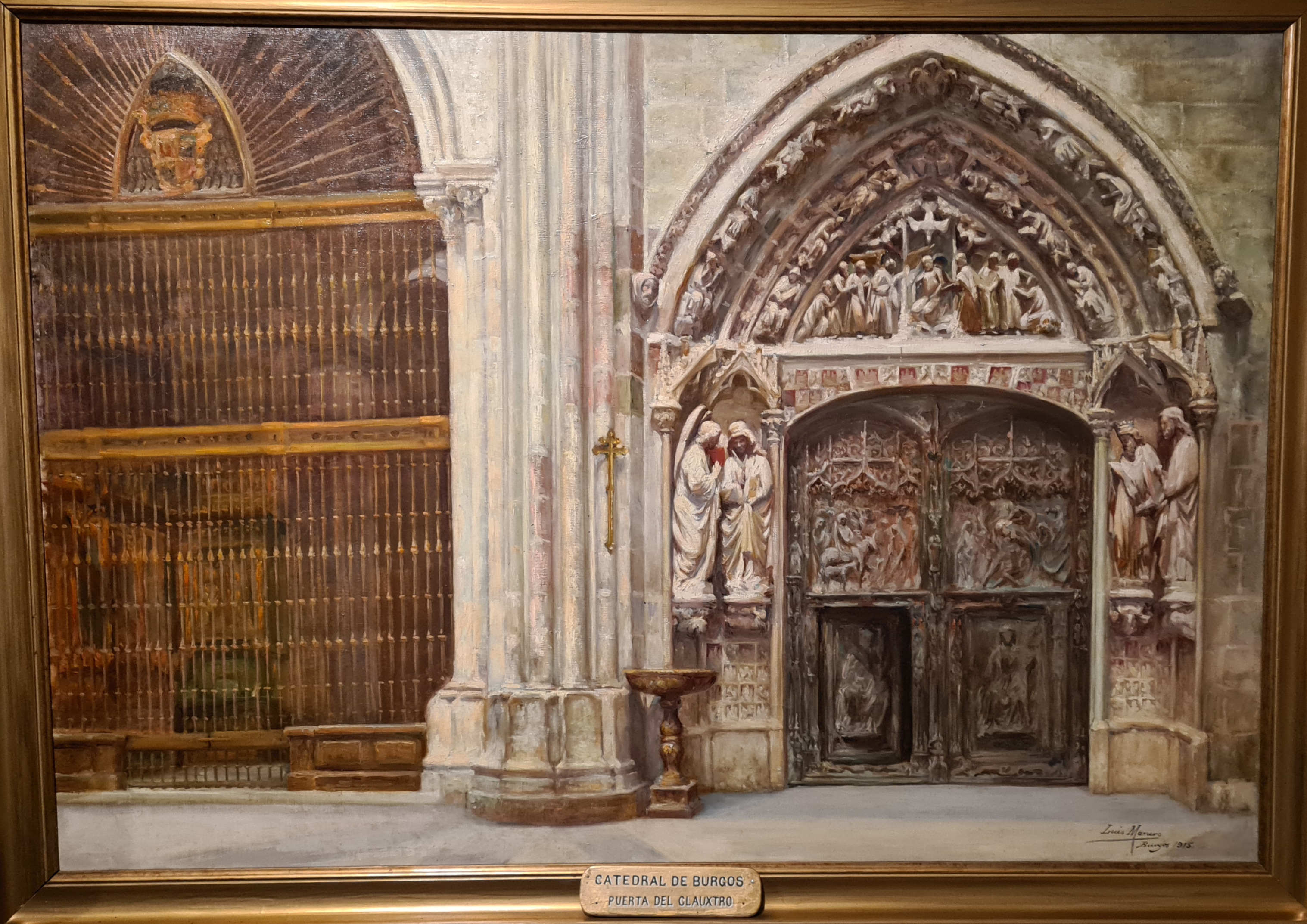
Luis Manero Miguel, Puerta del claustro de la catedral, Fundación Cajacírculo

Luis Manero Miguel (Burgos, 29 de abril de 1876 - Burgos, 1937) fue un pintor español.

## Biografía
Nació en Burgos, España, el 29 de abril de 1876. Vivió con sus padres y sus hermanas. Su padre era delineante y su madre falleció cuando Manero tenía 14 años. A los 12 años comenzó sus estudios de dibujo en la escuela del consulado del mar. En 1896 se trasladó a Madrid para continuar con sus estudios. Para ello intentó conseguir una beca pensionada para estudiar en Roma, pero no la consiguió.
En 1901 comenzó a trabajar como profesor en Burgos en lugares como la escuela de artes y oficios de Burgos y la escuela técnica agrícola provincial. Al año siguiente consiguió la beca pensionada para cursar sus estudios en Roma. Esta beca la consigue en concepto de regalo por el retrato al óleo que realiza al rey Alfonso XIII.
En 1903 contrajo matrimonio con Elvira Andrade, con la que viaja a Roma y estando allí tienen una hija que falleció al poco de nacer y un hijo. Manero estuvo en Roma hasta 1906. En estos años perfecciona su técnica en paisajes. Pero a su vez también se vio con problemas económicos debido al cambio de moneda y a sus gastos. Debido a esto pedirá un aumento en su cuantía en su asignación de la beca. Este aumento no solo le pide por sus gastos, si no para poder terminar una obra que le permitiría entregar en concepto de pago a la diputación a cambio de la beca. La obra en sí se titulaba Los enemigos del alma, un tríptico de más de cinco metros. Esta obra nunca la llegó a terminar.
Al volver a Burgos se instala en la plaza de santa María, lugar donde también abrió una escuela de dibujo. En 1909 obtiene por oposición una plaza como profesor en la academia de dibujo en el colegio de sordomudos y ciegos. Al mismo tiempo siguió con su academia, que la trasladó a la plaza de Alonso Martínez. En 1910, el 7 de enero, logró su plaza en la Academia de Dibujo del Consulado del Mar.
El 5 de abril de 1917 fallece su mujer tras una larga enfermedad a la edad de 39 años. Este hecho marcó su vida y su obra. En 1923 se casa por segunda vez y de ese matrimonio tendrá 3 hijas y 1 hijo, que se unen a los 7 hijos del anterior.
En 1931 sigue como profesor secretario de la academia provincial de dibujo. Y sus clases serán las de dibujo a pluma, dibujo lineal, modelado en barro y vaciado en yeso y dibujo de figura. El 9 de julio de 1936 es nombrado director de la Academia de Dibujo del Consulado del Mar, aunque ejerció poco ese cargo ya que falleció en 1937.

## Su obra
Pintor de carácter autodidacta, no es participe de ninguno de los movimientos artísticos de su época y él se califica a sí mismo como pintor de historia. Aunque dentro de este género apenas tiene obras.
Cultivó varios géneros dentro del realismo figurativo y también hay ciertas obras que podrían catalogarse como obras de carácter social o de realismo social.